# 윤건영 (1960년)
윤건영(尹建塋, 1960년 4월 28일~)은 대한민국의 교육인이다. 제18대 충청북도교육감(2022~)이다.

## 생애
1960년 4월 28일 충청북도 회인면 부수리에 위치한 모산마을에서 태어났으며 청주고등학교, 서울대학교를 졸업했다. 2016년 3월 2일부터 2020년 2월 28일까지 제18대 청주교육대학교 총장을 역임했다.
2022년 초 교육감 선거 출마를 위해 교수직을 퇴직했다. 보수 성향으로 분류되는 그는 동년 제8회 전국동시지방선거에서 현직 교육감인 김병우 후보를 꺾고 득표수 375,295표, 득표율 55.95%를 얻어 충청북도교육감에 당선되었다.

## 학력
- 회인초등학교(졸업)
- 회인중학교(졸업)
- 청주고등학교(졸업)
- 서울대학교 사범대학(윤리교육 학사)
- 서울대학교 대학원(윤리교육 / 석사·박사)

## 주요 경력
- 1994년 3월 청주교육대학교 윤리교육과 부교수 임용
- 1997년 청주교육대학교 윤리교육과 교수 승진, 학생처장 역임
- 1998년 9월~1999년 2월 청주교육대학교 교무처장, 정책개발원장 역임
- 2012년 3월 29일~2015년 아름교육 대표이사 역임
- 2014년~2016년 충청북도교육단체총연합회 회장 역임
- 2016년 3월 2일~2020년 2월 28일 제18대 청주교육대학교 총장 역임
- 2022년 7월~: 제18대 충청북도 교육청 교육감
- 2024년 7월~ 제10대 전국시도교육감협의회 부회장

## 역대 선거 결과
| 실시년도 | 선거      | 대수 | 직책   | 선거구   | 정당   | 득표수    | 득표율          | 순위 | 당락 | 비고           |
| -------- | --------- | ---- | ------ | -------- | ------ | --------- | --------------- | ---- | ---- | -------------- |
| 2022년   | 지방 선거 | 18대 | 교육감 | 충청북도 | 무소속 | 375,295표 | \| \| 55.95% \| | 1위  |      | 초선, 민선 8기 |
|          | 55.95%    |      |        |          |        |           |                 |      |      |                |

| 전임 김병우 | 제18대 충청북도교육감 2022년 7월 1일~ |  |